# Rendimento (termodinamica)
Il rendimento termodinamico (o efficienza termodinamica), in una conversione di energia, è il rapporto tra il lavoro meccanico compiuto e l'energia fornita al sistema ({\displaystyle Q_{ass}}, energia assorbita da parte del sistema dall'ambiente esterno verso l'interno del sistema).

## Formula per calcolo
Il rendimento è espresso come valore compreso tra zero e uno o sotto forma di percentuale:
{\displaystyle \eta ={\frac {W}{|Q_{ass}|}}}

## Nelle macchine termodinamiche

Diagramma di una macchina termodinamica motrice: la sorgente calda a temperatura cede il calore, la macchina termica cede il calore alla sorgente fredda a temperatura. La macchina termica compie lavoro sull'ambiente esterno. Il diagramma di una macchina termodinamica operatrice, risulta essere lo stesso ma con il verso di invertiti.

Il rendimento di primo principio, o semplicemente rendimento, è un numero adimensionale che caratterizza l'efficienza del processo di conversione della forma di energia in ingresso in quella di uscita. 
Si consideri una macchina termica, cioè l'esempio più semplice di interazione tra sistemi. Si supponga che essa sia caratterizzata da:
- Un serbatoio di calore caldo con una temperatura costante {\displaystyle T_{H}} in grado di assorbire o cedere una quantità di calore pari a {\displaystyle Q_{H}}
- Un serbatoio di calore freddo con una temperatura costante {\displaystyle T_{C}} in grado di assorbire o cedere una quantità di calore pari a {\displaystyle Q_{C}}
- Un serbatoio di lavoro in grado di assorbire o produrre lavoro {\displaystyle W}
- L'entropia totale di irreversibilità del sistema {\displaystyle S_{irr}} che risulta essere nulla in caso di sistema ideale reversibile.

A seconda del verso dei flussi di lavoro e calore della macchina termica, è possibile distinguerla in due diverse tipologie che sono macchina motrice e macchina operatrice.

### Sistemi di conversione diretti: Macchina Motrice
Nelle Macchine Motrici ciò che si vuole ottenere è lavoro, grazie all'utilizzo di calore caldo {\displaystyle Q_{H}}.
{\displaystyle \eta ={\frac {W}{Q_{H}}}}
Il bilancio energetico ed entropico di una macchina motrice sono:
{\displaystyle {\begin{cases}-Q_{H}+W+Q_{C}=0\\-{\frac {Q_{H}}{T_{H}}}+{\frac {Q_{C}}{T_{C}}}=S_{irr}\end{cases}}}
Dalla risoluzione del sistema, si ottengono due soluzioni differenti a seconda che si stia trattando un caso reversibile o meno.
Caso ideale, o reversibile:
{\displaystyle W_{rev}=Q_{H}\left(1-{\frac {T_{C}}{T_{H}}}\right)}
{\displaystyle \eta _{rev}=1-{\frac {T_{C}}{T_{H}}}}
Caso reale, o irreversibile:
{\displaystyle W=Q_{H}\left(1-{\frac {T_{C}}{T_{H}}}\right)-T_{C}S_{irr}}
{\displaystyle \eta =1-{\frac {T_{C}}{T_{H}}}-{\frac {T_{C}S_{irr}}{Q_{H}}}}
È quindi possibile introdurre anche il concetto di lavoro perso, che rappresenta la parte di energia che il sistema reale non è in grado di convertire in lavoro utile:
{\displaystyle W_{perso}=W_{rev}-W}
{\displaystyle W_{perso}=T_{C}S_{irr}}

### Sistemi di conversione inversi: Macchina Operatrice
Il bilancio energetico ed entropico di una macchina operatrice sono:
{\displaystyle {\begin{cases}+Q_{H}-W-Q_{C}=0\\+{\frac {Q_{H}}{T_{H}}}-{\frac {Q_{C}}{T_{C}}}=S_{irr}\end{cases}}}
Nel caso di macchina operatrice bisogna considerare il tipo di funzionamento. Infatti questo può essere a pompa di calore o frigorifero.
Nelle Macchine Operatrici ciò che si vuole ottenere è calore, grazie all'utilizzo di lavoro. In particolare nella pompa di calore si vuole ottenere {\displaystyle Q_{H}}, cioè calore caldo, mentre nel frigorifero si vuole ottenere {\displaystyle Q_{C}} cioè calore freddo.

#### Macchina Operatrice Frigorifera
Il rendimento per le macchine frigorifere è:
{\displaystyle \eta ={\frac {Q_{C}}{W}}}
Dalla risoluzione del sistema si ottengono soluzioni differenti a seconda che il sistema sia reversibile, o meno.
Caso ideale, o reversibile:
{\displaystyle W_{rev}=Q_{H}\left(1-{\frac {T_{C}}{T_{H}}}\right)}
{\displaystyle \eta _{rev}={\frac {T_{C}}{T_{H}-T_{C}}}}
Il rendimento reversibile del frigorifero, può assumere valori compresi nell'intervallo{\displaystyle [0;+\infty [} In particolare assume:
- {\displaystyle 0} Se la temperatura della sorgente fredda è pari a zero. cioè se si vuole raffreddare allo zero assoluto.
- {\displaystyle \infty } Se la temperature delle due sorgenti coincide.

Caso reale, o irreversibile: 
{\displaystyle W=Q_{H}\left(1-{\frac {T_{C}}{T_{H}}}\right)+T_{C}S_{irr}}
{\displaystyle \eta ={\frac {T_{C}-{\frac {T_{C}T_{H}S_{irr}}{Q_{H}}}}{T_{H}-T_{C}+{\frac {T_{C}T_{H}S_{irr}}{Q_{H}}}}}}

#### Macchina Operatrice Pompa di calore
Il rendimento per le pompe di calore è:
{\displaystyle \eta ={\frac {Q_{H}}{W}}}
Caso ideale, o reversibile:
{\displaystyle W_{rev}=Q_{H}\left(1-{\frac {T_{C}}{T_{H}}}\right)}
{\displaystyle \eta _{rev}={\frac {T_{H}}{T_{H}-T_{C}}}}
Il rendimento reversibile della pompa di calore, può assumere valori compresi nell'intervallo{\displaystyle [1;+\infty [} In particolare assume:
- {\displaystyle 1} Se la temperatura della sorgente calda tende all'infinito, oppure quella della sorgente fredda tende a zero. In questo frangente non è possibile prelevare calore freddo.
- {\displaystyle \infty } Se la temperature delle due sorgenti coincide.

Caso reale, o irreversibile: 
{\displaystyle W=Q_{H}\left(1-{\frac {T_{C}}{T_{H}}}\right)+T_{C}S_{irr}}
{\displaystyle \eta ={\frac {1}{{\frac {T_{H}-T_{C}}{T_{H}}}+{\frac {T_{C}S_{irr}}{Q_{H}}}}}}

## Massimo teorico
Per la macchina termica, Carnot ha scoperto che il rendimento della macchina di Carnot è funzione delle temperature assolute delle sorgenti tra cui essa lavora:
{\displaystyle \eta ={\frac {T_{1}-T_{2}}{T_{1}}}}
{\displaystyle \eta =1-{\frac {T_{2}}{T_{1}}}}
dove T1 > T2.
Il secondo principio della termodinamica sancisce l'impossibilità teorica di realizzare un sistema con rendimento maggiore al rendimento di Carnot che, laddove T2 assumesse il valore di 0 K(= -273 °C) sarebbe uguale a 1, come per altro sarebbe anche nel caso in cui T1 fosse infinito.

## Rendimento di secondo principio
Il rendimento di secondo principio rappresenta la capacità di un processo reale di tendere alle prestazioni di funzionamento di un processo ideale o reversibile, ovvero il rendimento come percentuale del rendimento massimo raggiungibile teoricamente (attraverso il ciclo di Carnot) nell'intervallo di temperatura di lavoro. 
{\displaystyle \eta _{II}={\eta _{I} \over \eta _{rev}}}
Poiché {\displaystyle \eta _{rev}<1} allora {\displaystyle \eta _{II}>\eta _{I}}
Il rendimento di secondo principio può essere anche unitario, nel caso in cui la macchina considerata sia già essa stessa una macchina reversibile.

## Esempi
- Nel caso per esempio del motore di un'automobile, il rendimento è il rapporto tra l'energia meccanica ottenuta e l'energia chimica contenuta nel combustibile utilizzato.

- In un ciclo termodinamico il rendimento è definito da:

{\displaystyle \eta ={\frac {W}{|Q_{ass}|}}={\frac {|Q_{ass}|-|Q_{ced}|}{|Q_{ass}|}}=1-{\frac {|Q_{ced}|}{|Q_{ass}|}}}
nel caso di cicli reversibili, che operino fra due sole sorgenti di calore:
{\displaystyle \eta =1-{\frac {|T_{f}|}{|T_{i}|}}}
dove:
- W è il lavoro meccanico compiuto nel ciclo;
- Qced è il calore ceduto dal sistema;
- Qass è il calore assorbito dal sistema;
- Ti è la temperatura assoluta del termostato più caldo;
- Tf è la temperatura assoluta del termostato più freddo.

Qass e Qced sono presi sempre in modulo (altrimenti il rendimento non sarebbe sempre positivo).
- Il rendimento termico di una caldaia è definito come:

{\displaystyle \eta _{t}={P_{u} \over {{\dot {m}}_{c}H_{i}}}}

dove Pu è la potenza utile ottenuta, {\displaystyle {\dot {m}}_{c}} è la portata di combustibile e Hi è il potere calorifico inferiore.
- Le pompe reali non sono in grado di trasferire al fluido tutta l'energia che ricevono. Infatti a causa di attriti, dissipazioni e turbolenze, la potenza assorbita sarà maggiore di quella effettivamente acquistata dal fluido. Il rapporto tra potenza utile (Nu) e la potenza assorbita (Nass) definisce il rendimento η della pompa.

{\displaystyle \eta ={N_{u} \over N_{ass}}<1}
- ll valore del rendimento di un ciclo è massimo per il ciclo di Carnot, è pari a (T1-T2)/T1.

## Altri tipi di rendimento
Il rendimento isoentropico in di una trasformazione non isoentropiche è il rapporto tra salto entalpico per la corrispondente trasformazione isoentropica e quello per la trasformazione reale: {\displaystyle \eta _{is}={\Delta H_{is} \over \Delta H}}